# 名電名古屋駅
もしかして
- 名鉄名古屋駅

ではありませんか？